# Nikolaj Atanasov Arichtev
Nikolaj Atanasov Arichtev (* 24. října 1977 Československo) je český hudebník a kytarista, jeden ze zakládajících členů skupiny Kryštof.
Ve skupině Kryštof hraje na basovou kytaru.